# Little DJ〜小さな恋の物語
『Little DJ〜小さな恋の物語』（リトル・ディージェー ちいさなこいのものがたり）は、2007年に発刊された鬼塚忠の小説（ポプラ社刊）、およびこれを原作とした映画。

## 映画
基本プロットは同じだが、舞台（小説-横須賀、映画-函館）、太郎とたまきの年齢（原作-小学生、映画-中学生）など、設定やストーリーに若干の違いがある。

### 映画あらすじ
海乃たまき（広末涼子）は東京のFMラジオ局のラジオディレクター。担当する深夜番組の打ち切りが決まり落ち込むたまきは、ふとしたきっかけから、ラジオの楽しさを教えてくれた少年のことを思い出す。
1977年、函館。高野太郎（神木隆之介）は野球好きの活発な中学1年生で、ラジオDJ・尾崎誠（小林克也）のラジオ番組「ミュージック・エクスプレス」のファンでもある。しかしたびたび鼻血を出して昏倒、ついには母のひろ子（西田尚美）に連れられ、叔母の西村かなえ（村川絵梨）が看護師を務める茅部郡の高崎記念病院を訪れる。診察結果は悪く、太郎は入院することとなった。
主治医の「若先生」こと高崎太郎（佐藤重幸）の治療を受ける日々、太郎は昼食時に放送されるクラシック音楽が曜日ごとに決まっていることに気がつく。ある日、太郎が放送のスピーカーから伸びるコードをたどると、レコードプレーヤーや大量のレコード、オープンリールデッキやマイクを設えた一室にたどり着く。そこは「大先生」こと院長の高崎雄二（原田芳雄）の部屋で、大先生はDJの真似事をする太郎を物陰から見守り、治療の一環として太郎にお昼の放送を任せることを発案する。
太郎の放送「サウンド・エクスプレス」は院内で好評を博し、太郎も体調が上向いたことから、病室も個室から4人部屋に移動することとなる。4人部屋は大人ばかりで、中村捨次（松重豊）、結城道夫（光石研）、曽我タエ（森康子）がいた。一方で太郎は厳格な父・正彦（石黒賢）の押しつけに反発、父が買ってくれたクイーンのレコード『華麗なるレース』を投げ捨て、道夫の息子・周平（賀来賢人）に窘められることもあった。その夜、太郎は道夫から、初めて番組にリクエストを受ける。翌日のサウンド・エクスプレスは初の生放送となり、太郎は道夫のリクエストに応えクイーン「愛にすべてを」を流し、また病院中の窓を開けるよう放送で促す。
ある日、道夫がいたベッドに、見知らぬ少女がいた。彼女は交通事故で全身包帯を巻かれた姿で搬送され、子供部屋に入院していた、中学2年生の海乃たまき（福田麻由子）だった。たまきは入院中、サウンド・エクスプレスをずっと聞いていたと告白。その夜、眠れずロビーに出た太郎は、捨次と鉢合わせる。捨次は太郎のたまきへの恋心を看破し、自身の身の上を話して、後悔する前に告白しろと助言。
太郎はますますDJに身を入れ、サウンド・エクスプレスは活況を呈する。しかし、時が経ち快復したたまきは退院。それとともに太郎は再び病状が悪化、ALLが再発し、個室に戻る。サウンド・エクスプレスも中断となり、さらに太郎も自分の本当の病名を知っていることを告白する。
太郎の病状が一進一退を繰り返す中、たまきが見舞いに訪れる。太郎は今から映画を観に行こうと、たまきを連れ病院を脱け出す。函館市街で映画『ラストコンサート』を鑑賞し、ロープウェイで函館山に登ると、広場に向かう。太郎は意を決し、たまきに告白しようとしたが、急激な雨に見舞われる。雨宿りで一夜を明かし、夜明けと共に雨も止んだが、太郎は再び鼻血を出して昏倒。病院に連れ戻される。
長く途絶えたサウンド・エクスプレス宛てに、タエは初めて手紙で正直な胸の内を明かし、ピンチヒッターで大先生が代読し太郎を励ます。
病床で、太郎は一足早い誕生日プレゼントとして、両親からラジカセをもらう。太郎は病床からカセットテープにサウンド・エクスプレスを吹き込み、院内に流す。太郎のメッセージと入れ違えで、たまきが太郎の見舞いに訪れる。そして、太郎は今度こそ自らの想いを伝え、互いの気持ちを知るのだった。たまきは、サウンド・エクスプレスにキャンディーズ「年下の男の子」をリクエストする。
それから15年後。たまきは休暇を取り、函館の高野宅を訪れる。たまきは太郎の仏前に手を合わせると、母のひろ子に促され、当時のままという太郎の部屋に入る。そこにあった「年下の男の子」のシングルレコードを手に取ると、裏に貼り付いていたハガキが剥がれ落ちる。そのハガキに目を通したたまきは、涙に暮れるのだった。
その後、たまきはDJの尾崎を呼び寄せ、「ミュージック・エクスプレス」を復活させる。その最初のリクエストは、15年前に太郎が出せなかった、たまきのリクエストを託したハガキだった。そして二人のリクエストに応え、キャンディーズ「年下の男の子」が流れる。

### キャスト
役名、設定等は映画準拠。
- 高野太郎（12歳、中学1年生）：神木隆之介
- 海乃たまき（13歳、中学2年生）：福田麻由子
- 高崎太郎（太郎の主治医、通称・若先生）：佐藤重幸（現・戸次重幸）
- 海乃たまき（29歳、ラジオ局のディレクター）：広末涼子
- 西村かなえ（28歳、太郎の叔母、看護師）：村川絵梨
- 中村捨次（太郎と同室の入院患者）：松重豊
- 結城道夫（太郎と同室の入院患者）：光石研
- 曽我タエ（太郎と同室の入院患者）：森康子
- 結城周平（結城の息子）：賀来賢人
- 養護教師：江口のりこ
- 中嶋洋子（看護師）：池田香織
- 海乃恵（たまきの母）：宮田早苗
- 結城の妻：長谷川紀子
- クラッチ（太郎の友人、本名・蔵一）:十川史也
- ヌラ（子供部屋の患者）:土屋匠
- コロ（クラッチの弟、子供部屋の患者）：中村咲哉
- DJ：掟ポルシェ
- 部長：近江谷太朗
- バイトAD：小林且弥
- レコード店員：家城啓之（カリカ）
- 映画館もぎり：小橋亜樹
- 男性患者たち：藤尾仁志、河野真也（オクラホマ）
- 尾崎誠（ラジオDJ）：小林克也（特別出演）
- 高野ひろ子（38歳、太郎の母）：西田尚美
- 高野正彦（42歳、太郎の父）：石黒賢
- 高崎雄二（院長、通称・大先生）：原田芳雄

### スタッフ
- 監督：永田琴
- 脚本：三浦有為子、永田琴
- 原作：鬼塚忠「Little DJ 小さな恋の物語」（ポプラ社刊）
- 音楽：佐藤直紀
- 撮影：福本淳
- 照明：市川徳充
- 美術：佐々木記貴
- 録音：渡辺真司
- 編集：今井剛
- VE：石上正治
- 助監督：宮下健作、片山慎三、吉行良介、宮崎剛
- スクリプター：増田千尋
- 衣裳：高橋智加江、今枝千佳
- メイク：清水惇子
- スチール：アイビー・チェン
- 医事監修：骨髄移植推進財団
- 技術協力：有限会社漣
- ポスプロ：NTTメディアラボ
- スタジオ：日活撮影所
- ロケ協力：函館市、函館市フィルムコミッション、函館バス、函館山ロープウェイ、相模原フィルムコミッション、小山町フィルムコミッション　ほか
- 製作：宮下昌幸、松崎澄夫、橋荘一郎、渡辺純一、坂上直行、高野力、坂井宏先、森谷雄
- プロデューサー補：盛夏子
- エグゼクティブプロデューサー：橋田寿宏
- プロデューサー：森谷雄、千葉伸大、遠藤日登思、盛夏子
- 製作：Little DJ film partners（アミューズソフトエンタテインメント、アミューズ、テレビ東京、スカパー・ウェルシンク、デスペラード、IMAGICA、ポプラ社、アットムービー）
- 企画・制作プロダクション：アットムービー
- 配給：デスペラード

### サウンドトラック
物語の舞台となった1977年頃を彷彿とさせるナンバーが、入院中の主人公の太郎が院内放送のDJ番組でかける曲等として流れる。
- 大事MANブラザーズバンド「それが大事」（冒頭、1993年の世界で流れる）
- ドビュッシー作曲「亜麻色の髪の乙女」
- シュガー・ベイブ「SHOW」
- チューリップ「ブルー・スカイ」
- サディスティック・ミカ・バンド「タイムマシンにおねがい」
- クイーン「Somebody To Love（愛にすべてを）」
- フィンガー5「恋のダイヤル6700」
- ヴィレッジ・シンガーズ「亜麻色の髪の乙女」
- 映画『ラストコンサート』サウンドトラックよりメイン・テーマ、および「ステラに捧げるコンチェルト」
- ブラームス作曲「愛のワルツ」
- キャンディーズ「年下の男の子」

サウンドトラックCD（アミューズソフトエンタテインメント）には、これらの楽曲すべて（「それが大事」を除く）が、太郎のDJ、佐藤直紀によるオリジナル音楽と共に収められている。

### ソフト化
発売・販売元はアミューズソフトエンタテインメント。
- Little DJ〜小さな恋の物語 DVD（1枚組、2008年4月25日発売）
  - 映像特典
    - ミュージックチャプター
    - メイキング
    - 舞台挨拶（東京国際映画祭、初日）
    - 特報・劇場予告編・TVスポット集